# 里奇 (加利福尼亞州門多西諾縣)
里奇（英語：Ridge）是位於美國加利福尼亞州門多西諾縣的一個非建制地區。該地的面積和人口皆未知。

## 地理
里奇的座標為39°20′12″N 123°18′04″W / 39.33667°N 123.30111°W，而該地的平均海拔高度為584米（即1916英尺）。